# Jaddanbai
Jaddanbai (Benares, 1892 - Bombay, 8 april 1949), was een Indiaas zangeres, componist, danseres, actrice, filmproducent, filmregisseur, scenarioschrijver en een van de pioniers van de Indiase filmindustrie.

## Biografie
Jaddanbai was de dochter van een bekende courtisane uit Allahabad, Daleepabai. Jaddanbai rolde ook het vak in, ze had talent voor dans en zang alleen kon ze volgens omstanders ook wel wat training gebruiken. Na goede begeleiding van grote klassieke musici in Calcutta was ze goed gevormd en kwam het aanbod van All India Radio en Columbia Gramophone Company om haar gazal's op te nemen. Haar nummer Lagat Karejwa Mein Chot werd een nationale hit. Ook was ze inmiddels een beroemde courtisane, aanvragen voor optredens kwamen vanuit Calcutta tot aan Kasjmir binnen. Al gauw kreeg ze van een filmproducent uit Lahore een filmrol aangeboden voor Raja Gopichand. Het balletje begon te rollen en de aanvragen voor films kwamen ook binnen vanuit Bombay. Jaddanbai schreef en zong deels van de nummers uit haar films zelf. 
Jaddanbai huwde een zakenman waar haar eerste zoon Akhtar Hussain uit voort kwam, hij acteerde in enkele films onder de naam ManMohan maar het succes bleef uit en koos ervoor filmregisseur te worden.
Haar tweede huwelijk was met haar harmonica speler, van wie ze zoon Anwar Hussain kreeg die wel een carrière als acteur had. Haar derde huwelijk was met een bezoeker van haar optredens,  daar uit kwam actrice Nargis voort. Zoals ze met haar zoons gedaan had introduceerde ze ook Nargis in de filmindustrie, met haar eigen geproduceerde en geregisseerde film Hridaya Manthan. Ze schreef ook de film Moti Ka Haar, de inspiratie haalde ze uit haar eigen leven, de moeilijkheden die er zijn in het leven van een courtisane.
Jaddanbai overleed op 8 april 1948. Uit respect voor haar als pionier van de Indiase filmindustrie,  werden filmopnames stilgelegd en filmstudios gesloten voor een dag.

## Filmografie
| Jaar | Film             | Rol                                                                            | Nummers |
| ---- | ---------------- | ------------------------------------------------------------------------------ | --- |
| 1933 | Raja Gopichand   | actrice (moeder Gopichand)                                                     | |
| 1933 | Insan Ya Shaitan | actrice (courtisane)                                                           | |
| 1934 | Seva Sadan       | actrice (Bholi) zangeres                                                       | "na Rakh Do Ki Ghabratahaidil" "Teri Shokhi Hai Juda Ghamza" "Tum Radhe Bano Shyam Hum" "Sheeshe Se Na Rakh Matlab" "Sab Jhootha Hai Sansaar"                    |
| 1934 | Prem Pariksha    | actrice (Yashoda) zangeres                                                     | "Kaisi Vaah Dhoom Machaai Kanahiya" "Range-e-Mehfil Na Raha" "Kaisi Pyaari Suratiya Tumhari" "Charkhe Na Hanzaar Ne"                                             |
| 1934 | Naachwali        | actrice zangeres                                                               | |
| 1935 | Talash-e-Haq     | actrice (Feeroza) zangeres producent componist scenarioschrijver               | "Ghor Ghor Ghor Ghor Barsaat Miherwa" "Dil Mein Jab Se Kisika Thikaana Hua" "Jhoolo Jhoolo Mori Pyaari Dulaari" "Rashool-e-Khuda O Kamliwaale"                   |
| 1936 | Madam Fashion    | actrice (Sheela Devi) zangeres regisseur producent componist scenarioschrijver | "Chum Cha Na Na Na Bichua Baje" "Ho Payala Mad Ka Bhara Hua" "Pee Ke Hum Tum Jochale" "Kaisi Yeh Dhoom Machati Kanhaiya" "Paphiau Pihu Kare" "Bhagwan Teri Maya" |
| 1936 | Hridaya Manthan  | actrice (Nirmaladevi/ Kanta bai) zangeres regisseur producent componist        | |
| 1937 | Moti Ka Haar     | regisseur producent componist scenarioschrijver                                | |
| 1937 | Jeewan Swapna    | regisseur producent componist                                                  | |
| 1948 | Anjuman          | scenarioschrijver                                                              | |
| 1949 | Daroggaji        | scenarioschrijver                                                              | |